# Johannès Pallière
Pour les articles homonymes, voir Pallières.
Johannès Pallière, né le 24 décembre 1920 et mort le 19 septembre 2014 à Aix-les-Bains, est un historien savoyard, spécialiste de l'histoire diplomatique, cartographique et militaire de la Savoie et des Alpes françaises au XVIIIe siècle. Il fut également le créateur de l'Athlétique Sport Aixois et un athlète de demi-fond.

## Biographie
Déporté pour faits de résistance lors de la Seconde Guerre mondiale, ce qu'il raconte dans son ouvrage Neuengamme matricule 40269, il obtient l'agrégation d'histoire et de géographie à son retour du camp de Neuengamme. Il enseigne au lycée Vaugelas de Chambéry, puis au collège universitaire, et enfin à la faculté de droit de Chambéry.
Johannès Pallière fut athlète de demi-fond (champion des Alpes sur 800 et 1 500m), à l'origine de l'Athlétique sport aixois, en 1947, qu'il préside jusqu'en 1973. À plusieurs reprises, il a été élu maire-adjoint d'Aix-les-Bains. Le 27 avril 2016, la piste en herbe d'athlétisme de 333m de l'hippodrome d'Aix-les-Bains, qu'il avait lui-même tracé, prend son nom.

## Publications
- Neuengamme matricule 40269, Montmélian, La Fontaine de Siloé, 2011, 252 p. (ISBN 978-2-84206-542-3) ;
- Sur l'origine mystérieuse du nom Savoie, Montmélian, La Fontaine de Siloé, 2011, 292 p. (ISBN 978-2-84206-450-1) ;
- La Question des Alpes : Aspects de la question des Alpes Occidentales jusqu'à 1760, Montmélian, La Fontaine de Siloé, 2006, 517 p. (ISBN 978-2-84206-339-9, lire en ligne) ;
- Le Lac du Bourget : Lac majeur de France, La Fontaine de Siloé, 2003, 463 p. (ISBN 978-2-84206-234-7, lire en ligne) ;
- De la Savoie au comté de Nice en 1760 : Les secrets de la nouvelle frontière, La Fontaine de Siloé, 2000, 187 p. (ISBN 978-2-84206-138-8, lire en ligne) ;
- La campagne des Bauges : Les combats du Revard (6 juin-20 août 1944), Cabédita, 1997, 151 p. (ISBN 978-2-88295-202-8) ;
- Aix-les-Bains à la belle époque, Histoire du capitalisme aixois : Ruptures, contrastes et résistances, La Fontaine de Siloé, 1992, 198 p. (ISBN 978-2-908697-44-5) ;
- Les premiers jeux d'hiver de 1924 : La grande bataille de Chamonix, Histoire en Savoie, Société Savoisienne d'Histoire et d'Archéologie, 1990, 167 p. (ISBN 978-2-908697-04-9) ;
- L'histoire exemplaire du lycée Vaugelas de Chambéry, 1860-1990, Curandera, 1990, 151 p. (ISBN 978-2-88295-202-8) ;
- Les Forestier d'Aix : Soldats de la Révolution, généraux et barons de l'Empire, Curandera, 1989, 176 p., voir notamment : François Louis Forestier - Gaspard François Forestier ;
- Avec Anne Weigel, Gratien Ferrari et Johannès Pallière, Ville des eaux, ville des rois : Histoire d'Aix-les-Bains, La Ville, 1988, 18 p. ;
- Les cartes de 1760-1764 et la frontière franco-savoyarde, Histoire en Savoie, Société Savoisienne d'Histoire et d'Archéologie, 1982, 38 p. ;
- Un grand méconnu du XVIIIe siècle : Pierre Bourcet (1700-1780), Revue historique des armées, 1979, 16 p., voir notamment Pierre Joseph de Bourcet